# Karel Reisz
Karel Reisz (ur. 21 lipca 1926 w Ostrawie, zm. 25 listopada 2002 w Londynie) – czesko-brytyjski reżyser filmowy pochodzenia żydowskiego.

## Życiorys
Reisz urodził się w Czechosłowacji, ale od 13. roku życia mieszkał w Wielkiej Brytanii. Niedługo po przybyciu na wyspy, zaczął interesować się filmem.
Po skończeniu służby wojskowej w RAF-ie został krytykiem filmowym. Jest autorem cenionego podręcznika Sztuka montażu filmowego.
Dzięki jego filmom został uznany za czołowego przedstawiciela brytyjskiej Nowej Fali. Był jednym z założycieli ruchu Free Cinema na początku lat 50. W latach 70. przeprowadził się do Stanów Zjednoczonych.
Zasiadał w jury konkursu głównego na 23. (1970) oraz na 36. MFF w Cannes (1983).

## Filmografia
- 1955: Mama nie pozwala (Momma Don't Allow)
- 1959: We are the Lambeth Boys
- 1960: Z soboty na niedzielę (Saturday Night and Sunday Morning)
- 1964: Noc musi nadejść (Night Must Fall)
- 1966: Morgan: przypadek do leczenia (Morgan: A Suitable Case for Treatment)
- 1968: Isadora
- 1974: Gracz (The Gambler)
- 1978: Psi żołd (Who'll Stop the Rain)
- 1981: Kochanica Francuza (The French Lieutenant's Woman)
- 1985: Słodkie marzenia (Sweet Dreams)
- 1990: Wszyscy wygrywają (Everybody Wins)
- 2000: Act Without Words I